# Gerhard Karlmark
Gerhard Alexander Denis (Gerhard) Karlmark (Helsingborg, 22 augustus 1905 – 21 mei 1976) was een veelzijdige Zweeds kunstschilder.
Zijn schilderwerk omvat stillevens, portretten, naakten, havenmotieven en landschappen in olieverf, aquarel en pastel. Naast het schilderen deed hij ook aan beeldhouwen, tekenen, illustraties en schreef en zong hij liedjes.
Veel van zijn stijl en motieven heeft hij gedurende zijn vele Zuid-Europese studiereizen ontwikkeld. Gedurende zijn loopbaan was hij het meest actief in zijn geboorteregio Skåne. Vanwege de associaties dat zijn werk met die van Pablo Picasso deed oproepen, werd hij ook wel de Picasso van Skåne genoemd.
Zijn werk is te zien in onder andere het Kunstmuseum van Malmö en in het Kunstmuseum van Ystad.

## Levensloop
Karlmark werd geboren op 22 augustus 1905 in Helsingborg en was het oudste kind van Bernhard (? – 1955) en Gerda Karlmark. Na hem volgde nog twee kinderen, Greta en Hans (Hasse).
Het talent van Karlmark kwam vermoedelijk al op zeer jonge leeftijd tot uiting. Hij was ook de enige van de kinderen met academisch talent. Op jonge leeftijd werd hij echter getroffen door polio. Vaccinaties of medicijnen hiertegen bestonden toen nog niet. Dit leidde ertoe dat zijn vader zich in de homeopathie ging bekwamen.
Karlmark volgde zijn studie aan de Koninklijke Kunstacademie in Stockholm. Hij werd een gewaardeerd portretschilder.
Zijn woning c.q. studio, gelegen in Lundavägen in Malmö, in de buurt van Värnhemstorget, was in de oorlogsjaren gebouwd. Karlmark trouwde met Ebba Nilsson en hun dochter Eva werd geboren in 1957.
Zijn stijl ontwikkelde zich sindsdien in richtingen geïnspireerd door reizen in Zuid-Europa. Terwijl hij in zijn jonge jaren al etsen maakte, begon hij toen met litho's.
Karlmark stierf op 21 mei 1976. Hij ligt begraven in het Zweedse Bonderup, nabij Dalby.